# Sopade
Sopade (también llamado SoPaDe) era una organización en el exilio del SPD. Operaba en Praga entre 1933 y 1938, en París entre 1938 y 1940 y en Londres hasta 1945.
Después de la ocupación de las casas sindicales por los nazis el 2 de mayo de 1933 el comité ejecutivo del partido decidió que algunos miembros particularmente vulnerables de la junta tendrían inmediatamente que huir de las garras de los nazis. Otto Wels, Paul Hertz, Friedrich Stampfer, Erich Ollenhauer y otros fueron asignados para construir una estructura de partido extranjera en Praga.
Cuando el Sopade no pudo llegar a un acuerdo con el comité ejecutivo del partido que quedaba en Berlín acerca de la actuación con Paul Löbe contra la resolución de paz de Hitler, que fue interpretado como sancionar la política exterior fascista por el SPD, nada podría impedir la ruptura entre Berlín y Praga, que vinieron dos semanas más tarde, a mediados de mayo de 1933. Debido a la prohibición nazi final del SPD el 22 de junio de 1933 ya no se llegó a una división entre el SPD local y el SPD extranjero.
Con la cooperación de Rudolf Hilferding la Sopade publicó reportes a Alemania a través de un sistema de correspondencia secreta. Estos tratan de la situación en la Alemania nazi. Los informes aparecieron en forma impresa a partir de abril / mayo de 1934-diciembre de 1936 bajo el título de Informe Alemán del Sopade, de enero de 1937 a abril de 1940 bajo el título de Informes Alemanes del Partido Socialdemócrata de Alemania (Sopade)", por orden del comité ejecutivo en el exilio de la SPD, editado por Erich Rinner, hasta marzo de 1938 en Praga, a partir de mayo de 1938 en París.
Bajo la presión de los grupos dentro del partido de la oposición Neu Beginnen y Revolutionäre Sozialisten Deutschlands la Sopade en 1934 publicó el Manifiesto de Praga, escrita por Rudolf Hilferding. Este documento sobre el derrocamiento revolucionario del régimen de Hitler.
- Datos: Q896651